# Vridtornsnäcka
Vridtornsnäcka (Turbonilla rufa) är en snäckart som först beskrevs av Philippi 1836.  Vridtornsnäcka ingår i släktet Turbonilla, och familjen Pyramidellidae. Arten är reproducerande i Sverige.